# Plymptonville
Plymptonville é uma Região censo-designada localizada no estado norte-americano de Pensilvânia, no Condado de Clearfield.

## Demografia
Segundo o censo norte-americano de 2000, a sua população era de 1040 habitantes.

## Geografia
De acordo com o United States Census Bureau, ela tem uma área de 3,4 km².

## Localidades na vizinhança
O diagrama seguinte representa as localidades num raio de 16 km ao redor de Plymptonville.